# Daniel Gowing
Daniel Gowing (ur. 18 maja 1971, zm. marzec 2017) – nowozelandzki judoka. Dwukrotny olimpijczyk. Zajął dziewiąte miejsce w Atlancie 1996 i trzynaste w Sydney 2000. Walczył w wadze półciężkiej.
Uczestnik mistrzostw świata w 1993, 1995 i 1999. Startował w Pucharze Świata w latach: 1995, 1996, 1998-2000 i 2002. Wicemistrz Wspólnoty Narodów w 1994 i 1998. Zdobył pięć medali na mistrzostwach Oceanii w latach 1992-2000.

## Letnie Igrzyska Olimpijskie 1996
| Konkurencja | Eliminacje          | Eliminacje                | Repasaże              | Repasaże                | Klas. końcowa |
| Konkurencja | Przeciwnik I        | Przeciwnik II             | Przeciwnik I          | Przeciwnik II           | Miejsce       |
| ----------- | ------------------- | ------------------------- | --------------------- | ----------------------- | ------------- |
| -95 kg      | Semir Pepic (SVK) Z | Stéphane Traineau (FRA) P | Leonid Svirid (BLR) Z | Yoshio Nakamura (JPN) P | 9.            |

## Letnie Igrzyska Olimpijskie 2000
| Konkurencja | Eliminacje                  | Eliminacje          | Repasaże               | Klas. końcowa |
| Konkurencja | Przeciwnik I                | Przeciwnik II       | Przeciwnik I           | Miejsce       |
| ----------- | --------------------------- | ------------------- | ---------------------- | ------------- |
| -95 kg      | Luis Gregorio López (VEN) Z | Kōsei Inoue (JPN) P | Yosvani Kessel (CUB) P | 13.           |